# Callicera roseri
Callicera roseri là một loài ruồi trong họ Ruồi giả ong (Syrphidae). Loài này được Rondani mô tả khoa học đầu tiên năm 1844. Callicera roseri phân bố ở vùng Cổ Bắc giới